# Затверджені положення про судочинство
Затверджені положення про судочинство (яп. 公事方御定書, くじかたおさだめがき, кудзіката о-садамеґакі) — основний правовий кодекс сьоґунату Токуґава в Японії. Зазвичай називався Стостатейником (御定書百箇条, おさだめがきひゃっかじょう, О-садамеґакі хякудзьо). Упорядкований 1742 року членами сьоґунської ради за наказом 8-го сьоґуна Токуґави Йосімуне. Складався з двох томів. Перший містив 81 статтю, в яких описувалися норми кримінально-процесуального права, а також питання, що пов'язані з функціюванням поліції. Другий том складався з 103 статей і містив опис конкретних злочинів та зразки покарань за них. Початково «Затверджені положення про судочинство» вважалися секретним документом, проте на кінець XVIII століття поширилися у багатьох копіях як серед чиновництва, так і простого люду.